# ثلاثية رفح
ثلاثية رفح هو فيلم فلسطيني عُرض عام 1982. من أعمال المخرج الفلسطيني حسام علي وإخراج المركز القومي للسينما. مدته 13 دقيقة، يوضح فيها حقوق سكان مدينة رفح المسلوبة في أرضهم، ويوثق بؤرة الأحداث بعد استعادة سيناء، ومخيمات اللاجئين فيها، وعزلهم عن بعضهم البعض بجدار من الأسلاك الشائكة وينقل أحداث إنشاء مستعمرة ياميت على بقايا قرية أبو شنار.

## قصة الفيلم
يروي الفيلم قصة استعادة سيناء في الجانب المصري، وفرحتهم بذلك ورفع العلم المصري في رفح، وكان خلف هذه الحدود الجديدة تدمير كبير وتهجير آلاف الفلسطينيين إلى رفح سيناء قصراً، والفصل بين الجانب المصري والفلسطيني في المدينة نفسها، وتأسيس لوجود الجنود الإسرائيليين للحراسة على كلا الجانبين من مدينة رفح.
يبدأ حسام علي في ثلاثيته من قرية أبو شنار، التي تم بناؤها عام 1973 من قبل السلطات الإسرائيلية على أنقاض مقابر العرب ودمروها قبل الإنسحاب. ويكون الجزء الثاني بعنوان أوراق فلسطينية، الذي يظهر فيه مخيمات اللاجئين الفلسطينيين الذين هجرهم الاحتلال إلى سيناء. وفي الجزء الثالث والأخير من الفيلم يظهر فيه الفصل بين الجانبين المصري والفلسطيني لمدينة رفح بالأسلاك الشائكة، ومحاولات التواصل بين الأفراد من نفس العائلة من خلال الصياح من خلف هذه الأسلاك.

## الجوائز
حصل الفيلم على جائزة لجنة التحكيم في مهرجان لايبزغ عام 1982 في ألمانيا الشرقية، وجائزة أفضل فيلم يعبر عن قضية إنسانية في مهرجان أوبرهاوزن عام 1983 في ألمانيا الغربية، وشهادة تقدير من مهرجان بلباو عام 1983. وجائزة لجنة التحكيم الخاصة من المهرجان العربي الأول للسينما التسجيلية عام 1985.